# Antoine Bissagnet
Antoine Ernest Prosper Bissagnet (Tunis, 6 mai 1905 - Mort pour la France le 10 août 1944 à Doucelles) est un résistant français, Compagnon de la Libération. Administrateur des colonies en Afrique, il se range du côté de la France libre au début de la Seconde Guerre mondiale et est arrêté par le régime de Vichy,. Évadé, il rejoint le général de Gaulle à Londres et prend part aux combats de Libération de la France au cours desquels il est tué.

## Biographie

### Jeunesse et engagement
Antoine Bissagnet naît le 6 mai 1905 à Tunis. Après ses études, il choisit de faire carrière dans l'administration coloniale où il entre comme stagiaire en septembre 1931. En 1936, il est l'un des quelques français à participer à la guerre d'Espagne du côté des troupes franquistes. De retour en France, il est nommé adjoint des services civils de l'administration coloniale le 1er janvier 1938 et est affecté en Côte-d'Ivoire puis au Sénégal.

### Seconde Guerre mondiale
Il est en poste à Foundiougne quand débute la Seconde Guerre mondiale. Le 20 septembre 1940, lorsque Claude Hettier de Boislambert est envoyé par le général de Gaulle pour organiser la résistance en Afrique-Occidentale française, Antoine Bissagnet se met aux ordres de celui-ci et participe à l'expédition de Dakar. Après l'échec de cette opération, les deux hommes se replient vers la Gambie mais sont séparés à la suite d'une embuscade. Parvenu jusqu'aux lignes britanniques, Bissagnet retourne cependant au Sénégal dans l'espoir de retrouver le commandant de Boislambert. Cependant, au cours de ses recherches, il est arrêté le 30 septembre par les troupes vichystes et emprisonné à Dakar avant d'être transféré à Bamako, Alger, Marseille, Clermont-Ferrand et Saint-Étienne. Après un ultime transfert à Gannat, il retrouve Hettier de Boislambert qui avait lui aussi été arrêté au Sénégal et fait la connaissance d'Edmond Louveau, Alexandre Ter Sarkissoff et Claude Guérin. Le 11 juin 1941, Antoine Bissagnet est condamné par la cour martiale à 20 ans de travaux forcés. Grâce à Jean Sainteny du réseau Alliance et à ses compagnons de détention, il parvient à s'évader de la prison de Gannat le 2 décembre 1942, toujours en compagnie de Boislambert, et à atteindre (seul cette fois) l'Espagne où il transite par le camp de Miranda. Il finit par parvenir à Londres en janvier 1943. L'évasion fait d'ailleurs prendre conscience, à Boislambert et à lui, que les actes de résistance qu'ils ont pu voir méritent une décoration spécifique ; ils proposeront plus tard la création de la médaille de la Résistance française.
Le général de Gaulle nomme Bissagnet administrateur adjoint de 3e classe des colonies. Il devient membre de l'Assemblée consultative provisoire où il est délégué de l'Afrique-Occidentale française. Il est ensuite élu secrétaire de cette même assemblée mais, désireux de combattre, il obtient d'être affecté comme sous-lieutenant dans les rangs du Régiment de marche du Tchad de la 2e division blindée. Avec cette unité, il débarque en France en août 1944 et participe à la bataille de Normandie. Le 10 août 1944, alors qu'il attaque avec sa section une église occupée par des soldats allemands à Doucelles dans la Sarthe, il est mortellement atteint par une rafale de mitrailleuse. Il est inhumé à Saint-Clar dans le Gers.

## Décorations
|  |  |  |  |  |  |
|  |  |  |  |  |  |

| Chevalier de la Légion d'honneur[Quand ?]        | Chevalier de la Légion d'honneur[Quand ?] | Compagnon de la Libération | Compagnon de la Libération | Croix de guerre 1939-1945 | Croix de guerre 1939-1945 |
| Médaille de la Résistance française Avec rosette |                                           |                            |                            |                           |                           |